# 森雄二とサザンクロス
森雄二とサザンクロス（もりゆうじとサザンクロス）は、森雄二をリーダーとする歌唱グループである。

## 概要
1975年、森雄二をリーダーとする4人組でデビュー。一時解散・再結成、メンバー交代はあったが活動を続けた。2018年、リーダーの森雄二が死去するも、2020年から菅野ゆたか、山口晃生、奥野広道の3人組で「新☆森雄二とサザンクロス」として活動中。ヒット曲に「意気地なし」「足手まとい」「好きですサッポロ」など。
特色は、メイン・ボーカリストの菅野ゆたかが鼻にかかった独特の声質で、男女の別れ話を題材にした歌詞が多い。レパートリーの大半はマイナー・コード（短調）で、哀愁・悲壮感が常に漂う。またラテン音楽を意識したアレンジやイントロ・間奏・エンディング等で流れる森雄二のレキントギターの音色も楽曲を彩る重要な要素である。そしてバック・コーラスは裏声を多用し「ウ〜〜〜、ウ〜〜〜、ア〜〜〜〜〜〜〜」と女声の声域でちりめんビブラートを効かせるのが定番。1978年発表の「母性本能」は、曲名として甚だ衝撃的であり、マニアの間ではことに有名なナンバーでカラオケでも隠れた人気曲である。
なお、「森雄二とサザンクロス」とは別に元メンバーなどによる「サザンクロス」を名乗るグループが活動している（「サザンクロス」および「大前あつみ&サザンクロス」）。

## バイオグラフィ
森雄二は敏いとうのグループ「トシ伊藤とザ・プレイズメン」などに在籍した後、新宿の店で菅野ゆたかとデュオで活動していた。そこへ目を止めたのが作曲家・中川博之とクラウンレコードの関係者で、当時ビクターに移籍していた黒沢明とロス・プリモスに代わる歌手を探していたところであった。最初に情報をもたらしたのは喜多條忠だったという。検討の結果4人組でデビューすることが決まり、グループ名は当時のクラウンレコード社長により、4人組ということから南十字星を意味する「サザンクロス」と命名された。またそれまで本名で活動していた森に「森雄二」と芸名を付けたのは中川であった。
1975年、「さようなら幸せに」（中川博之作曲、高畠じゅん子作詞。この曲は高畠の作詞デビュー作でもあった）でデビュー。以後、クラウン時代のシングル曲はそのほとんどの作曲を中川博之が手掛けた。「意気地なし」「足手まとい」（後に敏いとうとハッピー&ブルーがカバー）などのヒット曲を世に送り出す。1981年の「好きですサッポロ」は、同年開催されたさっぽろ雪まつりのテーマソングにもなり、現在でも北海道のテレビ・ラジオで放送されるなど一定の人気があり、代表曲の一つとなった。しかしクラウンからのリリースは「ひとり占め」などを発表した1984年が最後となり、翌1985年2月に一時解散する。同年11月に新メンバーにて再結成。1987年、元メインボーカルの菅野ゆたかがソロデビュー。
敏いとうの勧めもあり、1995年に再編成。なお「Tokyoなみだ」（2003年）リリース頃の参加メンバー（田村修三・生田目章彦・島ゆたか・柳田さとる）はその後「サザンクロス」として別に活動している（田村修三は2014年1月16日死去）。またこの間、元メンバーの大前あつみが「大前あつみ&サザンクロス」として1996年から活動を始めている。
森は菅野ゆたか、山口晃生（1992年にオーディションにより加入）と共に、旭川を中心にディナーショーを開催。
2018年4月18日、森雄二が腎不全のため75歳で死去した。死去前は、山口晃生・奥野広道（1985年一時解散後の再結成時に加入）との3人組だった。
2020年より菅野ゆたか、山口晃生、奥野広道の3人で「新☆森雄二とサザンクロス」として活動開始。
2022年5月、菅野ゆたかが階段から転落する事故により負傷、以後リハビリ中となったため2024年より補欠メンバーとしてむらさき竜二が加入。森雄二、森田まゆみより、「森雄二とサザンクロス」の正式後継者として現在3人で活動中。

## メンバー
- 森雄二（レキントギター（英語版）、ボーカル） - 2018年4月18日死去。

「森雄二とサザンクロス」
- 菅野ゆたか（ボーカル）
- 山口晃生（ボーカル）[2]
- 奥野広道（コーラス）[2]
- むらさき竜二（コーラス）

### 歴代メンバー
- 菅野ゆたか（ボーカル）[11][12]
  - 結成時のメンバー。初代リードボーカル。1985年の一時解散後、1987年にソロデビュー。2002年には、元敏いとうとハッピー&ブルーの森本英世、元秋庭豊とアローナイツの木下あきらとともに「ハッピー・サザン・アロー」を結成。
- 小川良雄（サイドギター）[12]  - 結成時のメンバー。
- 川池真一（ベース）[12] - 結成時のメンバー。
- 大前あつみ（ベース）[13]
  - 川池真一に代わって加入。1985年の一時解散後、1996年から（森雄二と）サザンクロスとは別のメンバーで「大前あつみ&サザンクロス」として活動。2024年4月30日、がんのため73歳で死去[14]。
- 奥野広道（レキントギター・コーラス）[1]
  - 1985年の一時解散後、再結成し1987年「ふたりのシュビドゥバ」発表時のメンバー。その後いくつかの曲では編曲、コーラスアレンジも手掛けている。
- 矢藤史郎（ボーカル）[1] - 「ふたりのシュビドゥバ」発表時のメンバー。
- 三井純平（ギター、コーラス）[1] - 「ふたりのシュビドゥバ」発表時のメンバー。
- 菅谷聡（ベース、コーラス）[1] - 「ふたりのシュビドゥバ」発表時のメンバー。
- 山口晃生（ボーカル）[15]
  - 1992年「足手まとい'92」でデビュー。1996年からは田村修三との演歌デュオ「金剛と榛名」としても活動した[16]。
- 田村修三（ボーカル）
  - 1994年「ためらい」でボーカルを務める。1996年からは山口晃生との演歌デュオ「金剛と榛名」としても活動[16]。その後は「サザンクロス」で活動した。2013年末に肺炎で倒れ、その後多臓器不全を併発し、危篤状態のまま翌2014年1月16日に52歳で死去した[9]。

## ディスコグラフィー(森雄二とサザンクロス）
| #                                    | 発売日           | A/B面            | タイトル                                | 作詞                                    | 作曲                                    | 編曲                                    | 規格品番         |
| クラウンレコード                     | クラウンレコード | クラウンレコード | クラウンレコード                        | クラウンレコード                        | クラウンレコード                        | クラウンレコード                        | クラウンレコード |
| ------------------------------------ | ---------------- | ---------------- | --------------------------------------- | --------------------------------------- | --------------------------------------- | --------------------------------------- | ---------------- |
| 1                                    | 1975年           | A面              | さようなら幸せに                        | 高畠じゅんこ                            | 中川博之                                | 小杉仁三                                | CW-1510          |
| 1                                    | 1975年           | B面              | 愛してくれてありがとう                  | 高畠じゅんこ                            | 中川博之                                | 小杉仁三                                | CW-1510          |
| 2                                    | 1976年           | A面              | 夜の銀狐                                | 水沢圭吾                                | 中川博之                                | 高橋五郎                                | CW-1533          |
| 2                                    | 1976年           | B面              | さそり座の女                            | 斎藤律子                                | 中川博之                                | 馬飼野俊一                              | CW-1533          |
| 3                                    | 1976年           | A面              | 意気地なし                              | 高畠じゅんこ                            | 中川博之                                | 神保正明                                | CW-1540          |
| 3                                    | 1976年           | B面              | 縁があったら逢いましょう                | 高畠じゅんこ                            | 中川博之                                | 神保正明                                | CW-1540          |
| 4                                    | 1976年           | A面              | 札幌の星の下で                          | 星野哲郎                                | 中川博之                                | 原田良一                                | CW-1563          |
| 4                                    | 1976年           | B面              | 生命のブルース                          | 木村伸                                  | 中川博之                                | 原田良一                                | CW-1563          |
| 5                                    | 1976年           | A面              | 渚ホテル                                | 高畠じゅんこ                            | 中川博之                                | 原田良一                                | CW-1590          |
| 5                                    | 1976年           | B面              | 感謝しています                          | 高畠じゅんこ                            | 中川博之                                | 原田良一                                | CW-1590          |
| 6                                    | 1976年           | -                | 四国のおばあちゃん                      | 星野哲郎                                | 叶弦大                                  | 竜崎孝路                                | CW-1610          |
| 6                                    | 1976年           | -                | A面は美川憲一「お待ちしてます」         | A面は美川憲一「お待ちしてます」         | A面は美川憲一「お待ちしてます」         | A面は美川憲一「お待ちしてます」         | CW-1610          |
| 7                                    | 1977年           | A面              | 二人だけの世界                          | 丹古晴巳                                | 中川博之                                | 小杉仁三                                | CW-1617          |
| 7                                    | 1977年           | B面              | 帰っておいでよ                          | 丹古晴巳                                | 中川博之                                | 小杉仁三                                | CW-1617          |
| 8                                    | 1977年           | A面              | 足手まとい                              | 高畠じゅんこ                            | 中川博之                                | 小笠原寛                                | CW-1646          |
| 8                                    | 1977年           | B面              | やさしく別れて                          | 高畠じゅんこ                            | 中川博之                                | 小笠原寛                                | CW-1646          |
| 9                                    | 1977年           | A面              | トゥワイライト・サッポロ                | 星野哲郎                                | 中川博之                                | 伊藤雪彦                                | CW-1646          |
| 9                                    | 1977年           | B面              | 可愛がられて                            | 丹古晴巳                                | 中川博之                                | 原田良一                                | CW-1646          |
| 10                                   | 1977年           | A面              | 女子大小路のあの店で                    | 山本正之                                | 山本正之                                | 神保正明                                | CW-1704          |
| 10                                   | 1977年           | B面              | 女子大小路ホステス小唄                  | 鶴谷紅彦                                | 安藤実親                                | 神保正明                                | CW-1704          |
| 11                                   | 1978年           | A面              | 生命のブルース                          | 木村伸                                  | 中川博之                                | 小林郁夫                                | CW-1750          |
| 11                                   | 1978年           | B面              | （カラオケ）                            | -                                       | 中川博之                                | 小林郁夫                                | CW-1750          |
| 12                                   | 1978年           | A面              | 母性本能                                | 丹古晴巳                                | 中川博之                                | 神保正明                                | CW-1780          |
| 12                                   | 1978年           | B面              | 泣きたいわたし                          | 松下章一                                | 中川博之                                | 神保正明                                | CW-1780          |
| 13                                   | 1979年           | A面              | 夜の甲府                                | 広瀬善正                                | 中川博之                                | 神保正明                                | CW-1809          |
| 13                                   | 1979年           | B面              | わたしのあなた                          | 川野ただし                              | 中川博之                                | 新井利昌                                | CW-1809          |
| 14                                   | 1979年           | A面              | サザンクロスのディスコ・ソーラン節      | 北海道民謡                              | 北海道民謡                              | 小杉仁三                                | CW-1826          |
| 14                                   | 1979年           | B面              | サザンクロスのサンバ・北海盆歌          | 北海道民謡                              | 北海道民謡                              | 小杉仁三                                | CW-1826          |
| 15                                   | 1979年           | A面              | サザンクロスのディスコ常磐炭坑節        | 福島県民謡                              | 福島県民謡                              | 小杉仁三                                | CW-1847          |
| 15                                   | 1979年           | B面              | サザンクロスのディスコ会津磐梯山        | 福島県民謡                              | 福島県民謡                              | 小杉仁三                                | CW-1847          |
| 16                                   | 1979年           | A面              | あゝばかみたい                          | 関沢新一                                | 関野幾生                                | 小杉仁三                                | CW-1877          |
| 16                                   | 1979年           | B面              | あゝショックだね                        | 関沢新一                                | 関野幾生                                | 小杉仁三                                | CW-1877          |
| 17                                   | 1980年           | A面              | 死にもの狂い                            | 高畠諄子                                | 中川博之                                | 神保正明                                | CW-1904          |
| 17                                   | 1980年           | B面              | 罪つくりなあなた                        | 高畠諄子                                | 中川博之                                | 神保正明                                | CW-1904          |
| 18                                   | 1980年           | A面              | アロハまつり                            | 新川龍 補作詞：南沢純三                 | 島津伸男                                | 神山純一                                | CW-1919          |
| 18                                   | 1980年           | B面              | B面は三條れい子「忘れじの宿」           | B面は三條れい子「忘れじの宿」           | B面は三條れい子「忘れじの宿」           | B面は三條れい子「忘れじの宿」           | CW-1919          |
| 19                                   | 1980年           | A面              | 今は仲良くやってます                    | 山田孝雄                                | 叶弦大                                  | 薗広昭                                  | CWA-3            |
| 19                                   | 1980年           | B面              | 今夜はそっとしておいて                  | 山田孝雄                                | 叶弦大                                  | 薗広昭                                  | CWA-3            |
| 20                                   | 1980年           | A面              | 三の宮ブルース                          | 福本茂                                  | 福本茂                                  | 神山純一                                | CWA-30           |
| 20                                   | 1980年           | B面              | （カラオケ）                            | -                                       | 福本茂                                  | 神山純一                                | CWA-30           |
| 21                                   | 1981年           | A面              | 好きですサッポロ                        | 星野哲郎                                | 中川博之                                | 神山純一                                | CWA-55           |
| 21                                   | 1981年           | B面              | もっと愛していたら                      | 高畠諄子                                | 中川博之                                | 神山純一                                | CWA-55           |
| 22                                   | 1981年           | A面              | モシモシタンゴ                          | さとうありひろ                          | 中川博之                                | 神山純一                                | CWA-71           |
| 22                                   | 1981年           | B面              | 小雨にぬれたネオン街                    | 酒谷明良                                | 中川博之                                | 神山純一                                | CWA-71           |
| 23                                   | 1981年           | A面              | 足手まとい                              | 高畠諄子                                | 中川博之                                | 神山純一                                | CWA-95           |
| 23                                   | 1981年           | B面              | 献身                                    | 高畠諄子                                | 中川博之                                | 神山純一                                | CWA-95           |
| 24                                   | 1982年           | A面              | その名はレイコ                          | 酒谷明良                                | 中川博之                                | 神山純一                                | CWA-117          |
| 24                                   | 1982年           | B面              | 鍵をかえして                            | 高畠諄子                                | 中川博之                                | 原田良一                                | CWA-117          |
| 25                                   | 1982年           | A面              | 前橋ブルース                            | 星野哲郎                                | 中川博之                                | 神山純一                                | CWA-117          |
| 25                                   | 1982年           | B面              | いちりんざし                            | 松下章一                                | 中川博之                                | 神保正明                                | CWA-117          |
| 26                                   | 1982年           | A面              | はじめまして仙台                        | 新本創子                                | 中川博之                                | 神山純一                                | CWA-129          |
| 26                                   | 1982年           | B面              | 旅情・みやぎ路                          | 新本創子                                | 中川博之                                | 神山純一                                | CWA-129          |
| 27                                   | 1983年           | A面              | 金沢のひと                              | わたなべけい                            | 湯野カオル                              | 湯野カオル                              | CWA-159          |
| 27                                   | 1983年           | B面              | 男と女のミステリー                      | 高畠諄子                                | 中川博之                                | 神保正明                                | CWA-159          |
| 28                                   | 1983年           | -                | かえるのうた                            | 関沢新一                                | 関野幾生                                | 麻生武男                                | CWA-160          |
| 28                                   | 1983年           | -                | A面は鳥羽一郎・星恵津子「お待たせ音頭」 | A面は鳥羽一郎・星恵津子「お待たせ音頭」 | A面は鳥羽一郎・星恵津子「お待たせ音頭」 | A面は鳥羽一郎・星恵津子「お待たせ音頭」 | CWA-160          |
| 29                                   | 1983年           | A面              | せめて聞かせて                          | 新本創子                                | 中川博之                                | 神山純一                                | CWA-175          |
| 29                                   | 1983年           | B面              | 愛ある限り                              | 栗林雪男                                | 斎藤覚                                  | 神保正明                                | CWA-175          |
| 30                                   | 1983年           | A面              | 起こさないでね                          | 横山やすし 補作詞：高畠諄子             | 中川博之                                | 神山純一                                | CWA-199          |
| 30                                   | 1983年           | B面              | それはキッスで始まった                  | 高畠諄子                                | 中川博之                                | 神山純一                                | CWA-199          |
| 31                                   | 1984年           | A面              | ひとり占め                              | 高畠諄子                                | 中川博之                                | 神山純一                                | CWA-215          |
| 31                                   | 1984年           | B面              | 甘ったれ                                | 高畠諄子                                | 中川博之                                | 神山純一                                | CWA-215          |
| 32                                   | 1984年           | A面              | 京都ろまん                              | 新本創子                                | 中川博之                                | 神山純一                                | CWA-233          |
| 32                                   | 1984年           | B面              | 誰かが泣いて…                           | 北島和明                                | 中川博之                                | 神山純一                                | CWA-233          |
| 33                                   | 1984年           | A面              | 愛はゆらゆら                            | 栗林雪男                                | 中川博之                                | 神山純一                                | CWA-254          |
| 33                                   | 1984年           | B面              | 五分五分（フィフティ・フィフティ）      | 堀美弥子                                | 中川博之                                | 神山純一                                | CWA-254          |
| リバスター                           |                  |                  |                                         |                                         |                                         |                                         |                  |
| 34                                   | 1987年           | A面              | ふたりのシュビドゥバ                    | たかたかし                              | 杉園雅寛                                | 小杉仁三                                | 7RC-0083         |
| 34                                   | 1987年           | B面              | モイザ・ソウル                          | 原作詞：朴健鎬 日本語詞：吉屋潤         | 吉屋潤                                  | 小杉仁三                                | 7RC-0083         |
| キングレコード                       |                  |                  |                                         |                                         |                                         |                                         |                  |
| 35                                   | 1989年           | A面              | 夫婦げんか                              | 三浦弘                                  | 三浦弘                                  | 薗広昭                                  | 064R 10122       |
| 35                                   | 1989年           | B面              | ふるさとに帰ります                      | 三浦弘                                  | 奥野広道                                | 奥野広道                                | 064R 10122       |
| 36                                   | 1991年           | 01               | 酔いしれて歌舞伎町                      | 酒井智雄                                | 柳田六合雄                              | 奥野広道                                | KIDD 148         |
| 36                                   | 1991年           | 02               | 地球岬                                  | 酒井智雄                                | 森雄二                                  | 奥野広道                                | KIDD 148         |
| ポニーキャニオン                     |                  |                  |                                         |                                         |                                         |                                         |                  |
| 37                                   | 1992年           | 01               | 足手まとい'92                           | 高田文夫                                | 中川博之                                | 石田勝範                                | PDCA-00381       |
| 37                                   | 1992年           | 02               | （カラオケ）                            | -                                       | 中川博之                                | 石田勝範                                | PDCA-00381       |
| 38                                   | 1994年           | 01               | ためらい                                | 高橋睦子                                | 都志見隆                                | 槌田靖識                                | PDCA-00538       |
| 38                                   | 1994年           | 02               | 意気地なし                              | 高畠じゅん子                            | 中川博之                                | 槌田靖識                                | PDCA-00538       |
| スバック                             |                  |                  |                                         |                                         |                                         |                                         |                  |
| 39                                   | 2003年           | 01               | Tokyoなみだ                             | 生田目章彦                              | 生田目章彦                              | 神保正明                                | SVDA-150         |
| 39                                   | 2003年           | 02               | サ・ヨ・ナ・ラ                          | 生田目章彦                              | 生田目章彦                              | 神保正明                                | SVDA-150         |
| ユアーズミュージックエンタテイメント |                  |                  |                                         |                                         |                                         |                                         |                  |
| 40                                   | 2023年           | 01               | 愛の兆し                                | ある                                    | 中谷馨                                  |                                         |                  |
| 40                                   | 2023年           | 02               | 愛のゆくえ                              | 中谷馨                                  | 中谷馨                                  |                                         |                  |

## サザンクロス
一時期「森雄二とサザンクロス」として活動したメンバーで、その後は「サザンクロス」として活動。2014年に田村修三が死去、2023年に一条聖矢が加入。

### メンバー
- 生田目章彦（ギター、コーラス）[7]
- 島ゆたか（ボーカル）[7]
- 柳田さとる（ベース、コーラス）[7]
- 一条聖矢（ボーカル） - 2023年加入[18]。
- 田村修三（ボーカル） - 2014年1月16日死去[9]。

### ディスコグラフィー (サザンクロス)
- 好きです前橋／煙が目にしみる　（2009年、スバック SVCA-221）[注 17]
- いで湯恋吹雪／ふれ愛　（2012年、日本エンカフォンレコード YZNE-15028）
- ラストナイト・イン札幌[注 18]／面影グラス（2014年、日本エンカフォンレコード YZNE-15060）

## 大前あつみ&サザンクロス
大前あつみによって、1996年に結成。

### メンバー
- 大前あつみ（ボーカル）[13] - 2024年4月30日死去[14]
- 赤坂憲一（コーラス、レキントギター）[13]
- 阿部康幸（コーラス、エレキギター、キーボード）[13]
- 岩浪晴彦（ドラムス）[13]
- 織井仁（キーボード）[13]
- 須藤哲史（コーラス、キーボード）[13]
- 塚本行男（コーラス、ベースギター）[13]

### ディスコグラフィー (大前あつみ&サザンクロス)
- TOKYOなみだ（2001年）
- ひとりがつらいの（2002年）
- 愛されて高崎（2004年） - 「大前あつみ&サザンクロス with TOMO」名義
- アスタ・ラ・ビスタまた明日（2006年） - 「 大前あつみ & サザンクロス With アンジェリカ[19]」名義
- 星の河〜ニューバージョン〜（2008年） - 「愛されて高崎」カップリング曲のニューバージョン
- 洒落た関係（2008年） - 「大前あつみ&サザンクロス with ジュン」名義
- エンドレス・ラブ（2015年） - 「大前あつみ&サザンクロス with ファンファン」名義
- 永遠（とき）をこえて（2017年）